# Worotynsk (stacja kolejowa)
Worotynsk (ros. Воротынск) – stacja kolejowa w miejscowości Worotynsk, w rejonie babynińskim, w obwodzie kałuskim, w Rosji. Położona jest na linii Moskwa – Briańsk – Kijów.

## Historia
Stacja powstała w czasach carskich pomiędzy stacjami Tichonowa Pustyń i Babynino.